# Becard castany
El becard castany (Pachyramphus castaneus) és una espècie d'ocell tipus de la família dels titírids (Tityridae). Es troba a l'Amèrica del Sud. El seu estat de conservació es considera de risc mínim.

## Hàbitat
L'hàbitat natural són els plans de les selves subtropicals o tropicals.

## Distribució
Aquesta espècie es troba en la Selva amazònica del Brasil, Colòmbia, el Perú, l'Equador, i Bolívia a més d'algunes regions de Veneçuela; i finalment en regions al sud-est de Sud-amèrica incloent Brasil, el Paraguai, i al nord-est de l'Argentina.